# 洞梓童軍中心

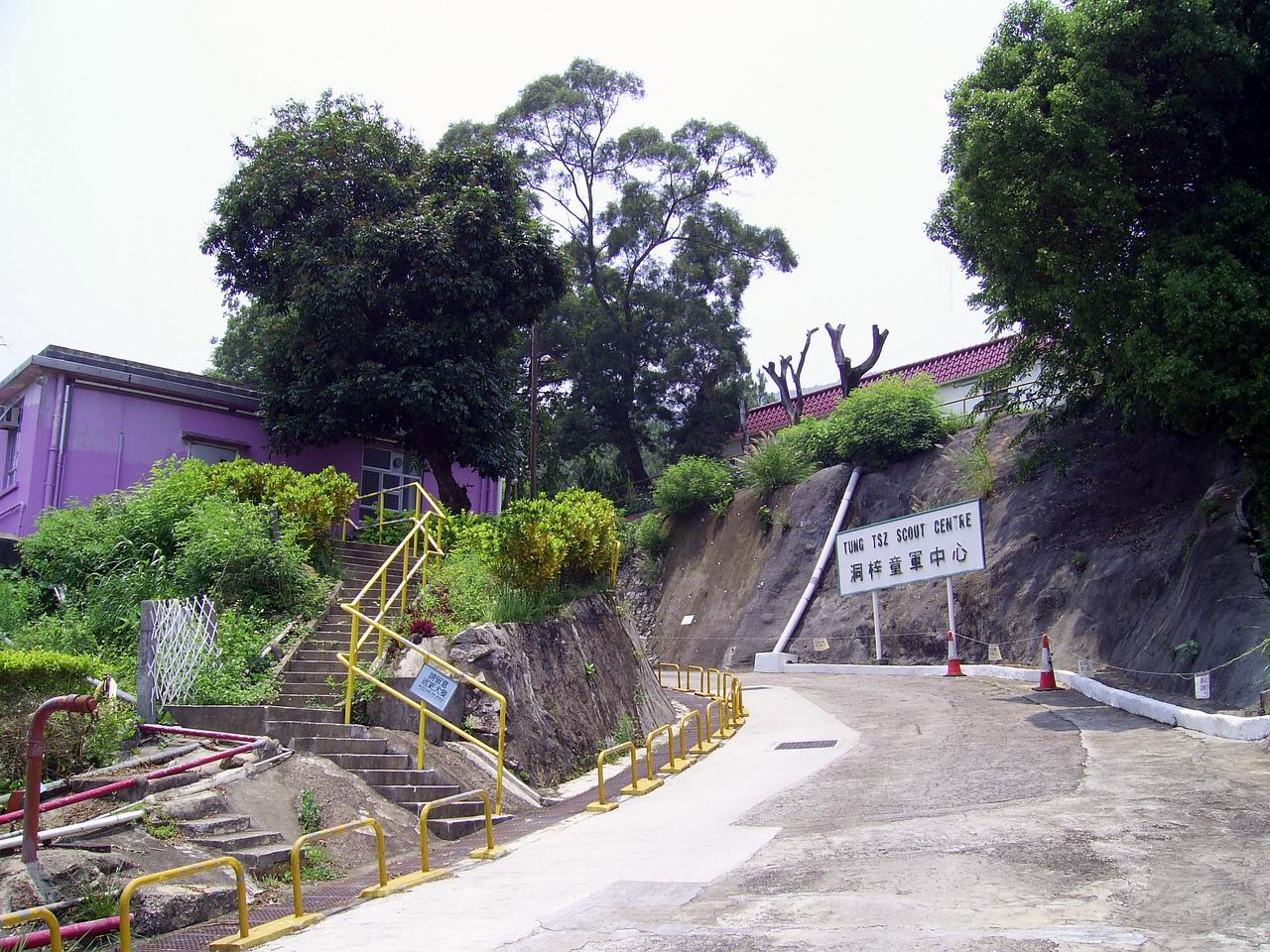
洞梓童軍中心

洞梓童軍中心（Tung Tsz Scout Centre）是香港童軍的一個活動中心，由香港童軍總會新界地域管理，位於新界大埔區洞梓，東臨吐露港，本中心同時亦同時管理位處附近的大尾督海上活動中心，是一個可結合陸上及海上童軍活動的度假營區。
一般情況下，童軍團體可優先使用，尤以周末或假期時段為甚，但中心每年仍會接待非童軍團體，如教會、學校、社區中心等，舉行各種類型的活動，是使用率極高的度假營地。由於中心得到康樂文化事務署的資助，所以它是現時其中一個由非政府管理，但可以開放于任何公眾人士申請的營地，而學校、其他香港制服團體申請等合資格團體，更能在非假日時段以童軍團體的收費租借場地。由於租用的團體中有不少都是學校用作教育營或學術研修用途，因此桐梓童軍中心與香港教育大學亦一直保持伙伴合作關係。

## 歷史
1970年因柴灣營地被當時的港英政府所收回，為作保償，政府除了把當時位於大潭的大潭童軍營地地皮作為保償外，還批出位於大埔洞梓的一幅土地，交予童軍總會興建為營舍，1972年10月1日起撥地土地合約正式生效。1975年3月9日正式啟用，當時名為「香港童軍訓練中心」，按所在地撥歸「新界地域」管理，及後因位於尖沙咀的香港童軍中心落成啟用，接管大部份的領袖訓練課程的上課地點，而更名為「洞梓童軍中心」；2000年4月1日，因應新界地域拆分為新的「新界地域」及「新界東地域」，洞梓童軍中心按新地域撥交新界地域管理，2007年進行了大規模的翻新。現地現為與政府以「私人遊樂場地契約」形成所擁有。

## 設施
洞梓童軍中心可提供一般渡假營所具有的設施。室內設施包括有7間平房式4人家庭營舍，設有28個宿位、1座團體營舍，可容納108人住宿、禮堂、設有乒乓球檯、康樂棋檯、美式桌球、棋藝遊戲的活動室、有蓋操場、飯堂等；戶外設施則有7個露營營區，最多可容納175人、箭藝場、攀爬牆、小型籃球場、小型足球場、燒烤場、營火場、遊泳池及遠足徑等。除了可提供住宿外，中心亦可最多容納200名日營人士。
此外，2010年1月5日在營區內裝置了由香港童軍總會氣象組所管理的第2個自動氣象站，同時與位於白沙灣譚華正海上活動中心內的自動氣象站被香港天文台納入為「社區天氣資訊網絡」，編號為74。

## 前往方法
- 前往該處的人士，可於港鐵大埔墟站乘坐綠色專線小巴20B號至總站下車即可到達；亦可乘坐綠色專線小巴20C號、九龍巴士75K號，於「洞梓路」車站下車後，沿洞梓路步行約20分鐘便可到達。

## 軼事
- 2014年7月24日，一批在洞梓童軍中心參加訓練活動的紅十字會青年領袖訓練營的學員和職員，疑於早一天在中心飯堂享用晚飯後出現不適，當中11人疑似出現食物中毒徵狀，唯所有人無需送院。[9][10]

- 2003年，香港政府把位處洞梓童軍中心附近的一幅土地，撥給香港正覺蓮社興建慈山寺，當中以1座高78米的青銅觀音像為該處地標，更獲長實集團主席李嘉誠的基金會斥資15億元興建及運作，預計2015年第二季正式開放，屆時寺方打算定期開辦禪修團，並會以租借斴近的洞梓童軍中心作為參加者留宿地點[11]。

## 外部連結
- 香港童軍總會洞梓童軍中心 （页面存档备份，存于）